# 钻石投资
钻石投资是一种新兴的投资渠道。随着股票市场、住宅市场的低迷和黄金市场的持续震荡，钻石投资成为更受关注的投资方式。

## 概况
钻石又称金刚石，是由碳原子构成的晶体，为目前已知自然界存在的最硬物质。目前钻石的开采地主要集中在非洲南部及中部，如南非等地。另有俄罗斯、巴西等地也有钻石开采。由于钻石开采是高度垄断的行业，使得原本稀缺的钻石资源更加稀有，因此具有很高的收藏和投资价值。

## 品质标准
尽管钻石投资方兴未艾，但钻石消费市场已经十分成熟。因此钻石已经发展出一套成熟的品质评价体系。国际上通常用四个指标评价一颗钻石的品质，即4C标准：

### 克拉
克拉（Carat）：这是钻石重量单位，1克拉=0.2克

### 颜色
颜色（Color）：钻石颜色以字母表示，从白色到黄色使用D至Z等字母，其中D-G为白色，被认为具有投资价值。

### 净度
净度（Clarity）：钻石的净度通常使用10倍放大镜对钻石内部、表面瑕疵及其对光彩影响程度对未镶嵌钻石的净度级别进行分级。净度从高到低分别为：
- FL（Flawless）：完美无瑕
- IF（Internally Flawless）：内部无瑕
- VVS（Very Very Slightly Included）：极微瑕
- VS（Very Slightly Included）：微瑕
- SI（Slightly Included）：小瑕
- I（Imperfect）：瑕疵可见

### 切工
切工（Cut）：切工也直接影响钻石品质。切工分为如下等级：
- 理想（Excellent）
- 非常好（Very Good）
- 好（Good）
- 一般（Fair）
- 差（Poor）

## 鉴定机构
钻石自有一套品质评价体系，同样也有一些专业鉴定机构对钻石品质进行检测。国际上最权威的钻石鉴定机构为美国珠宝学院（Gemological Institute of America），它最先创立了钻石分级体系，并承担了世界上2/3钻石证书的发放。GIA颁发的钻石证书被认为是最具权威的，受到世界认可。
除了美国珠宝学院外，还有一些较为权威的鉴定机构：比利时钻石高阶会议（Hoge Raad voor Diamant）、国际宝石学院（International Gemological Institute）、美国宝石学学会（American Gem Society）、欧洲宝石学院（European Gemological Laboratory）、中国国家珠宝玉石质量监督检验中心等。

## 价格标准
同钻石品质体系一样，钻石价格也有标准化的衡量体系。Rapaport Diamond Report便是国际上通用的钻石报价表。这份报价表依据美国珠宝学院GIA的4C分级标准制定，成为全球各主要钻石交易市场上交易的参考价格。简而言之，任何一颗具有国际承认的GIA证书的裸钻，根据国际通用的Rapaport Diamond Report即可计算出其标准报价。

## 交易变现
- 拍卖：高品质的钻石可以通过拍卖行进行变现。
- 典当行：典当行可将钻石快速变现。
- 商店回购：珠宝店按新的市场价格对已售出的钻石进行回购是比较主要的钻石变现方式。
- 网络平台：通过网络平台撮合交易。